# Deersheim

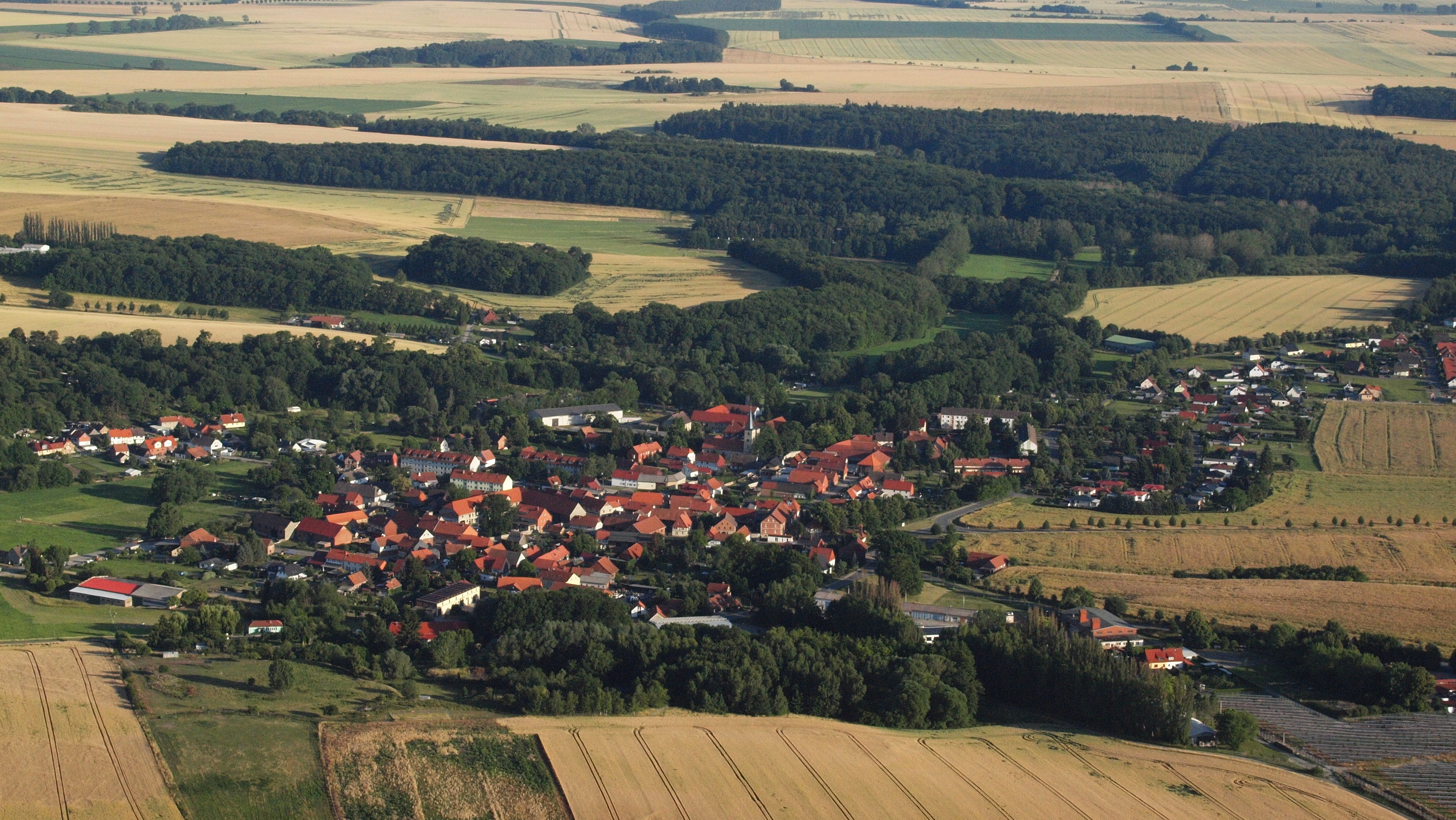
Deersheim, Luftaufnahme (2015)

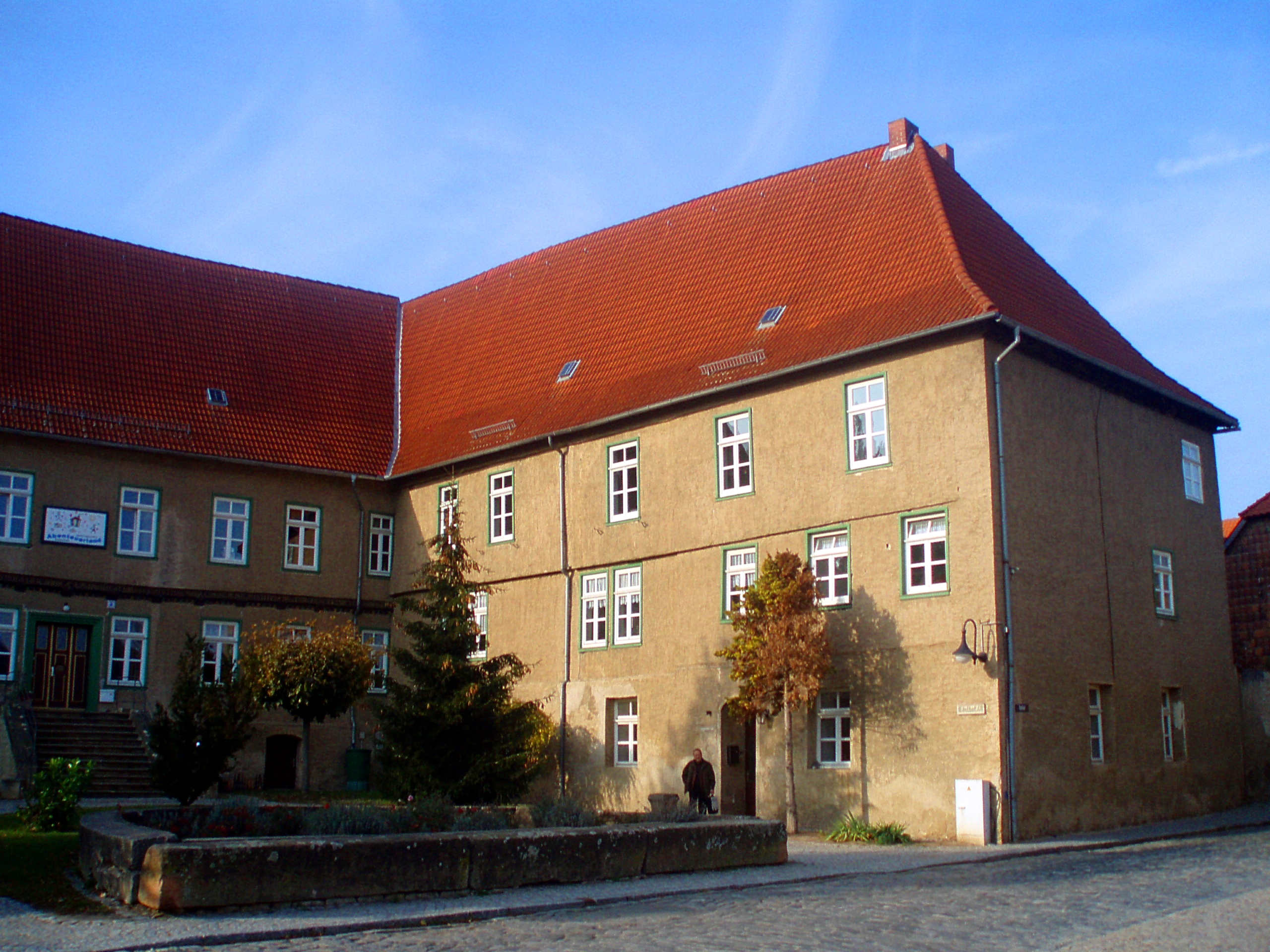
Edelhof Deersheim

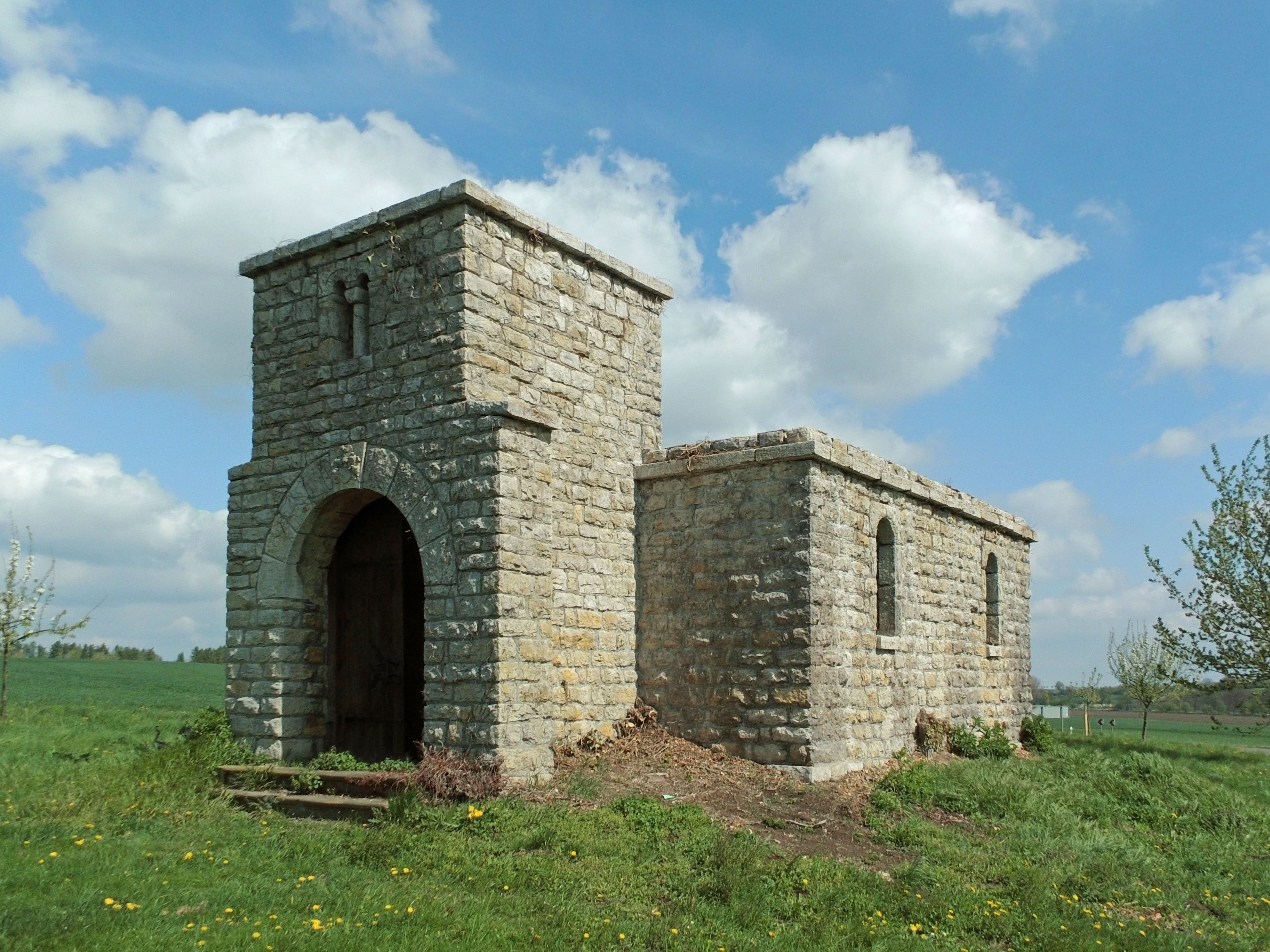
Mausoleum

Deersheim ist ein Ortsteil der Stadt Osterwieck im Landkreis Harz in Sachsen-Anhalt.

## Geografie
Das Dorf liegt fünf Kilometer östlich von Osterwieck und 20 Kilometer nördlich von Wernigerode. Landschaftlich liegt der Ort am östlichen Rand des großen Fallsteins zwischen Großem Bruch und Harz an der Deersheimer Aue. Die Ortschaft hat ca. 820 Einwohner.

## Geschichte
968 wurde Deersheim erstmals urkundlich erwähnt. Im Dorf befinden sich zwei alte Kirchen. Diese zeugen davon, dass die Ortschaft aus zwei Dörfern, Bexheim und Deersheim zusammengewachsen ist. Das Gut Deersheim befand sich seit spätestens etwa 1400 (bis 1945) im Besitz der Familie von Gustedt. Rudolf von Gustedt (1714–1783), Oberappellationsgerichtsrat in Celle, Herr auf Deersheim, Bexheim und Eilenstedt, heiratete 1743 Anna Rebecca von Münchhausen (1724–1775), eine Schwester des berühmten „Lügenbarons“.
Am 30. September 1928 wurde der Gutsbezirk Deersheim mit der Landgemeinde Deersheim vereinigt.
Am 11. September 2003 wurde Deersheim ein Ortsteil der Gemeinde Aue-Fallstein. Aue-Fallstein fusionierte mit den anderen Gemeinden der Verwaltungsgemeinschaft Osterwieck-Fallstein am 1. Januar 2010 zur neuen Stadt Osterwieck, deren Ortsteil sie nun ist.

## Wappen
| Wappen von Deersheim | Blasonierung: „In Gold drei (2:1) schwarze Kesselhaken.“ |
| Wappen von Deersheim | Das Ortswappen ist mit dem Familienwappen des Adelsgeschlechts von Gustedt identisch. Das Wappen wurde vom Innenminister des Landes Sachsen-Anhalt am 22. Oktober 1990 genehmigt. |

## Verkehr
Deersheim lag an der Bahnstrecke Heudeber–Mattierzoll. Diese Strecke ist stillgelegt. Durch den Landesbus 212 und 213 der Harzer Verkehrsbetriebe bestehen Busverbindungen nach Halberstadt und Vienenburg.

## Wirtschaft
Nachdem 2012 die letzte Einkaufsmöglichkeit geschlossen worden war, gründeten ca. 120 Dorfbewohner aus einer Bürgerinitiative heraus eine Genossenschaft, die bis 2016 einen Dorfladen errichtete. Der Dorfladen erhielt mehrere Preise:
- Leuchtturmprojekt 2016 der Deutschen Nachhaltigkeitsstrategie
- Demografiepreis 2017 des Landes Sachsen-Anhalt
- Deutscher Lokaler Nachhaltigkeitspreis ZeitzeicheN 2017